# Umut Meraş
Cengiz Umut Meraş (Eminönü, 1995. december 20. –) török válogatott labdarúgó, a Beşiktaş játékosa.

## Pályafutása

### Klubcsapatokban
A Şehremini, a Sarıyer, a Yeşilköy és a Boluspor korosztályos csapataiban nevelkedett. 2018. augusztus 31-én a Boluspor csapata eladta a Bursaspornak. Szeptember 21-én debütált a bajnokságban az İstanbul Başakşehir ellen 0–0-ra végződő találkozón. 2019 augusztusában a francia Le Havre szerződtette négy évre. Két szezont követően a Beşiktaş játékosa lett.

### A válogatottban
2016. szeptember 29-én a kispadon kapott lehetőséget az U21-es válogatottban a Szlovákia elleni 2017-es U21-es labdarúgó-Európa-bajnokság selejtezőjében, de pályára nem lépett. 2019. május 30-án debütált a felnőttek között Görögország elleni barátságos találkozón. 2021 májusában bekerült a 2020-as labdarúgó-Európa-bajnokságra utazó török keretbe.

## Statisztikái

### Klub
2023. május 6-i állapotnak megfelelően.
| Klub      | Szezon   | Bajnokság | Bajnokság | Bajnokság | Kupa  | Kupa  | Nemzetközi | Nemzetközi | Egyéb | Egyéb | Összesen | Összesen |
| Klub      | Szezon   | Osztály   | Mérk.     | Gólok     | Mérk. | Gólok | Mérk.      | Gólok      | Mérk. | Gólok | Mérk.    | Gólok    |
| --------- | -------- | --------- | --------- | --------- | ----- | ----- | ---------- | ---------- | ----- | ----- | -------- | -------- |
| Boluspor  | 2014–15  | 1.Lig     | 11        | 0         | 0     | 0     | —          | —          | —     | —     | 11       | 0        |
| Boluspor  | 2015–16  | 1.Lig     | 22        | 0         | 5     | 0     | —          | —          | —     | —     | 27       | 0        |
| Boluspor  | 2016–17  | 1.Lig     | 14        | 0         | 6     | 0     | —          | —          | —     | —     | 20       | 0        |
| Boluspor  | 2017–18  | 1.Lig     | 29        | 2         | 2     | 0     | —          | —          | —     | —     | 31       | 2        |
| Boluspor  | 2018–19  | 1.Lig     | 3         | 0         | 0     | 0     | —          | —          | —     | —     | 3        | 0        |
| Boluspor  | Összesen | Összesen  | 79        | 2         | 13    | 0     | 0          | 0          | 0     | 0     | 92       | 2        |
| Bursaspor | 2018–19  | Süper Lig | 27        | 2         | 0     | 0     | —          | —          | —     | —     | 27       | 2        |
| Bursaspor | Összesen | Összesen  | 27        | 2         | 0     | 0     | 0          | 0          | 0     | 0     | 27       | 2        |
| Le Havre  | 2019–20  | Ligue 2   | 22        | 0         | 0     | 0     | —          | —          | —     | —     | 22       | 0        |
| Le Havre  | 2020–21  | Ligue 2   | 31        | 1         | 0     | 0     | —          | —          | —     | —     | 31       | 1        |
| Le Havre  | 2021–22  | Ligue 2   | 4         | 0         | 0     | 0     | —          | —          | —     | —     | 4        | 0        |
| Le Havre  | Összesen | Összesen  | 57        | 1         | 0     | 0     | 0          | 0          | 0     | 0     | 57       | 1        |
| Beşiktaş  | 2021–22  | Süper Lig | 22        | 0         | 2     | 0     | 3          | 0          | 1     | 0     | 28       | 0        |
| Beşiktaş  | 2022–23  | Süper Lig | 12        | 0         | 3     | 0     | —          | —          | —     | —     | 15       | 0        |
| Beşiktaş  | Összesen | Összesen  | 34        | 0         | 5     | 0     | 3          | 0          | 1     | 0     | 43       | 0        |
| Összesen  | Összesen | Összesen  | 197       | 5         | 18    | 0     | 3          | 0          | 1     | 0     | 219      | 5        |

### Válogatott
2021. június 11-i állapotnak megfelelően.
| Nemzet      | Év       | Mérk. | Gólok |
| ----------- | -------- | ----- | ----- |
| Törökország | 2019     | 6     | 0     |
| Törökország | 2020     | 3     | 0     |
| Törökország | 2021     | 6     | 0     |
| Összesen    | Összesen | 15    | 0     |

## Sikerei, díjai
- Beşiktaş
  - Török szuperkupa: 2021

## Külső hivatkozások
- Umut Meraş adatlapja a Transfermarkt oldalon (törökül)
- Umut Meraş adatlapja a Soccerway oldalon (angolul)